# Ivan Sajenko
Ivan Ivanovič Sajenko (rus. Иван Иванович Саенко) (Maslovka, Rusija, 17. listopada 1983.) je bivši ruski nogometaš i nacionalni reprezentativac.

## Karijera
Sajenko dolazi iz nogometne obitelji u kojoj su njegov otac Ivan i brat Eduard nogometni treneri. Sam otac vodio je ženske nogometne momčadi te je bio Ivanov prvi trener. Tijekom probe u Njemačkoj, zapazili su ga skauti Karlshruhera u kojem je igrao za mladu i seniorsku momčad. 2002. godine prelazi u Fakel Voronež gdje mu je brat Eduard postao predsjednik kluba. Ondje se zadržao vrlo kratko te se vraća u Karlshruher u kojem je proveo tri sezone. Od 2005. postaje članom 1. FC Nürnberga kojeg napušta krajem sezone 2007./08. kada je klub ispao iz Bundeslige.
Tada se Ivan Sajenko vraća u domovinu gdje potpisuje za moskovski Spartak u kojem je 2010. završio igračku karijeru.
Nogometaš je s ruskom reprezentacijom nastupao na EURU 2008. te je ondje ulazio s klupe na utakmicama skupine protiv Grčke i Švedske. dok je bio u prvoj momčadi protiv Nizozemske u četvrtfinalu te Španjolske u polufinalu.

## Osvojeni trofeji

### Klupski trofeji
| Klub           | Trofej       | Godina   |
| Njemačka       | Njemačka     | Njemačka |
| -------------- | ------------ | -------- |
| 1. FC Nürnberg | Njemački kup | 2007.    |

## Vanjske poveznice
- National Football Teams.com